# Yelawolf
Michael Wayne Atha (Gadsden (Alabama), 30 december 1979), beter bekend als Yelawolf, is een Amerikaanse hiphopartiest. Hij is getekend bij Shady Records en richtte sindsdien zijn eigen onafhankelijke platenlabel op, Slumerican.
Van 2005 tot 2010 heeft Yelawolf een onafhankelijke debuutalbum vrijgegeven getiteld Creek Water in 2005, een ep, en vier mixtapes. De laatste van de vier, getiteld Trunk Muzik, vergaarde een sterke aanhang voor de rapper, wat hem uiteindelijk een deal bezorgde met Interscope Records, die de mixtape opnieuw uitbracht als Trunk Muzik 0-60 later dat jaar.
In januari 2011 tekende Yelawolf bij het platenmaatschappij van Eminem, Shady Records, en bracht zijn album, Radioactive uit op 21 november 2011. Het album kwam binnen op nummer 27 in de Billboard 200. Yelawolf bracht op 14 maart 2013 zijn vervolg op zijn mixtape Trunk Muzik, getiteld Trunk Muzik Returns uit. In 2013 kwam op 30 oktober een mixtape genaamd Black Fall uit. Op 21 april 2015 kwam zijn album Love Story uit. In 2016 op 10 oktober kwam zijn nieuwste album HOTEL uit, dit deed hij onder zijn eigen label genaamd Slumerican.

## Discografie
Albums
- 2005: Pissin In A Barrel Of Beez
- 2005: Creekwater
- 2008: Ball Of Flames: The Ballad Of Slick Rick E. Bobby
- 2008: Stereo
- 2008: Arena Rap
- 2010: Trunk Muzik 0-60
- 2011: Radioactive
- 2012: The Slumdon Bridge (met Ed Sheeran)
- 2012: Heart of Dixie
- 2012: Psycho White (met Travis Barker)
- 2013: Trunk Muzik Returns
- 2013: Black Fall
- 2015: Love Story
- 2016: HOTEL
- 2017: Trial by Fire
- 2019: Trunk Muzik 3
- 2019: Ghetto Cowboy
- 2021: Yelawolf Blacksheep

Veel van Yelawolfs mixtapes en ep's zijn onbekend gebleven.
- Bibliothèque nationale de France: cb16275128n (data)
- Gemeinsame Normdatei: 1018046860
- International Standard Name Identifier: 0000 0001 1884 914X
- Library of Congress Control Number: no2011003217
- MusicBrainz: 13513a8a-e9a8-4367-b9e4-410fef5bed3a
- Virtual International Authority File: 161206811
- WorldCat: E39PBJxMqrH64btBDqkXhXTGpP